# Ogniowe wzbronienie podejścia i rozwinięcia wojsk przeciwnika
Ogniowe wzbronienie podejścia i rozwinięcia wojsk przeciwnika – okres działalności ogniowej artylerii i innych rodzajów wojsk.

## Charakterystyka
Ogniowe wzbronienie podejścia i rozwinięcia wojsk przeciwnika z reguły wykonywane jest w początkowej fazie działań obronnych, ale może także wystąpić w czasie ich trwania, na przykład w celu wzbronienia podejścia odwodów operacyjnych przeciwnika.
Rozpoczyna się zwykle z chwilą wyjścia wojsk przeciwnika z rejonów wyjściowych i wejścia w zasięg ognia własnych środków rażenia, a kończy się w czasie osiągnięcia rubieży ataku przez ich pierwszorzorzutowe pododdziały. 
Podstawowe zadania realizowane przez artylerię w tym okresie to:
- wzbronienie podejścia i rozwinięcia zgrupowania uderzeniowego przeciwnika,
- osłona wojsk własnych przed ogniowym przygotowaniem ataku przeciwnika,
- dezorganizacja dowodzenia i zaopatrywania.